# Seven Hills (Kolorado)
Seven Hills – jednostka osadnicza w Stanach Zjednoczonych, w stanie Kolorado, w hrabstwie Boulder.